# Henry Nuttall
Henry "Harry" Nuttall (Bolton, 9 november 1897 – 30 april 1969) was een Engels voetballer. Nuttall speelde het grootste deel van zijn carrière voor Bolton Wanderers FC, waar hij in totaal 326 wedstrijden speelde.
Tevens speelde hij drie wedstrijden voor het Engels voetbalelftal, waarin hij op 27 oktober 1927 debuteerde in een wedstrijd tegen Noord-Ierland.
| Interlands van Henry Nuttall       | Interlands van Henry Nuttall       | Interlands van Henry Nuttall       | Interlands van Henry Nuttall       | Interlands van Henry Nuttall       | Interlands van Henry Nuttall       | Interlands van Henry Nuttall       |
| №                                  | Datum                              | Wedstrijd                          | Uitslag                            | Soort wedstrijd                    | Doelpunten                         |                                    |
| Als speler bij Bolton Wanderers FC | Als speler bij Bolton Wanderers FC | Als speler bij Bolton Wanderers FC | Als speler bij Bolton Wanderers FC | Als speler bij Bolton Wanderers FC | Als speler bij Bolton Wanderers FC | Als speler bij Bolton Wanderers FC |
| ---------------------------------- | ---------------------------------- | ---------------------------------- | ---------------------------------- | ---------------------------------- | ---------------------------------- | ---------------------------------- |
| 1.                                 | 22 oktober 1927                    | Noord-Ierland – Engeland           | 2 – 0                              | British Championship               | 0                                  |                                    |
| 2.                                 | 28 november 1927                   | Engeland – Wales                   | 1 – 2                              | British Championship               | 0                                  |                                    |
| 3.                                 | 13 april 1929                      | Schotland – Engeland               | 1 – 0                              | British Championship               | 0                                  |                                    |